# Acanthosis nigricans
Acanthosis nigricans, rogowacenie ciemne – choroba skóry, która może występować w postaci łagodnej, towarzysząc insulinooporności, otyłości i innym niezłośliwym zaburzeniom endokrynologicznym lub jako zespół paraneoplastyczny występujący głównie w przebiegu raków przewodu pokarmowego, szczególnie raka żołądka.

## Objawy
Charakteryzuje się obecnością pogrubionej, hiperkeratotycznej, brodawkującej i nadmiernie pigmentowanej skóry o kolorze brązowym. Zmiany są zlokalizowane w okolicy pachy, szyi i dłoni. Może pojawiać się wokół sutków, dołu łokciowego, pępka oraz okolicy kroczowej. Lokalizacja w obrębie dłoni jest częściej związana z zespołem paraneoplastycznym. W 25% przypadków postaci paraneoplastycznej zajęte są jednocześnie dłonie i stopy, zajęcie dłoni jest określane jako tripe palms.
W ciężkiej postaci podobne zmiany mogą być obserwowane na błonie śluzowej, szczególnie jamy ustnej, nosa, krtani i sromu. Zajęcie jamy ustnej jest stwierdzane w 25% przypadków choroby.
Rogowacenie ciemne może współwystępować z zespołem Lesera-Trélata. Zespół może być związany z uogólnionym świądem.

## Przyczyny

### Zaburzenia endokrynologiczne
Postać łagodna stanowi większość przypadków rogowacenie ciemnego, stanowi około 80% wszystkich przypadków choroby. Rogowacenie ciemne jest głównie związane z insulinoopornością, cukrzycą typu II, otyłością i zespołem policystycznych jajników.
Ponadto acanthosis nigricans bywa stwierdzany w chorobie Addisona, zespole Cushinga, akromegalii, niedoczynności tarczycy i hipogonadyzmie.
Rogowacenie ciemne prawdopodobnie jest czynnikiem ryzyka wystąpienia cukrzycy typu II.

### Uwarunkowania genetyczne
Częstsze występowanie rogowacenia ciemnego stwierdzono w niektórych chorobach uwarunkowanych genetycznie:
- zespół Downa,
- zespół Pradera-Williego,
- Zespół Crouzona,
- zespół Blooma,
- zespół ataksja-teleangiektazja,
- zespół Sjögrena-Larssona (zespół Ruda),
- zespół Costello,
- MORFAN (acanthosis nigricans syndrome),
- zespół Alströma,
- leprechaunizm,
- zespół Capozucca,
- zespół Lawrence'a-Seipa,
- choroba Wilsona.

### Zaburzenia polekowe
Rogowacenie ciemne może pojawić się podczas stosowania niektórych leków:
- somatotropina,
- kortykosteroidy,
- kwas nikotynowy,
- doustne leki antykoncepcyjne,
- dietylstilbestrol,
- gemfibrozyl,
- amprenavir,
- palifermin.

### Nowotwory złośliwe
Rogowacenie ciemne może towarzyszyć nowotworom złośliwym jako zespół paraneoplastyczny, stanowi jednak stosunkowo rzadką manifestację nowotworów złośliwych. Najczęstszymi nowotworami są gruczolakoraki przewodu pokarmowego (70-90%), szczególnie rak żołądka, który towarzyszy niemal 60% przypadków postaci paraneoplastycznej. Innymi nowotworami stwierdzanymi w acanthosis nigricans są rak trzustki, jelita grubego, pęcherzyka żółciowego, wątrobowokomórkowego, nerki, płuc, jajnika, piersi, szyjki macicy, pęcherza moczowego, niektóre chłoniaki.
Rogowacenie ciemne często wyprzedza rozpoznanie nowotworu złośliwego, co jest obserwowane w 17% przypadków postaci paraneoplastycznej. Postać związana z nowotworami ma nagły początek, pojawia się u osób powyżej 40. roku życia, postać łagodna pojawia się w młodszym wieku i zmiany wolniej się rozwijają. Często są bardziej rozległe.

## Patogeneza
Patogeneza nie jest dokładnie poznana. Molekularną podstawą jest nadmierna proliferacja keratynocytów w odpowiedzi na różne czynniki, przede wszystkim receptor EGF (EGFR), receptor IGF (IGFR), receptor FGF (FGFR). Wykazują one działanie proproliferacyjne i antyapoptyczne na keratynocyty. W zespołach pareneoplastycznych nowotwór może produkować czynniki wzrostowe, w tym EGF i TGF-α. Z kolei w insulinooporności nadmiernie wydzielana insulina jest samodzielnym czynnikiem wzrostowym.

## Leczenie
Leczenie powinno być ukierunkowane na przyczynę zaburzenia i wykrycie choroby podstawowej. Chorzy powinni być przebadani pod kątem występowania cukrzycy i chorób nowotworowych, szczególnie raka żołądka.
Istnieją doniesienia o skuteczności retinoidów w leczeniu acanthosis nigricans. Tretynoina może być stosowana w postaci kremu lub żelu. Izotretynoina i acytretyna w formie doustnej mogą być skuteczne w leczeniu rogowacenia ciemnego, choć nie ma randomizowanych badań potwierdzających ich skuteczność.
Stosowane bywają kalcypotriol, olej rybny i laseroterapia. Metformina i rozyglitazon były badane na niewielkich grupach chorych z insulinoopornością, jednak wykazały jedynie niewielką poprawę zmian w tej grupie chorych.

## Rokowanie
W przypadku zespołów paraneoplastycznych rokowanie jest złe, ponieważ prawdopodobnie zespół jest związany z bardziej agresywnymi nowotworami.